# Jeroen van der Lely
Jeroen van der Lely (Nijverdal, 22 marzo 1996) è un ex calciatore olandese, di ruolo difensore.

## Palmarès

### Club

#### Competizioni nazionali
- Eerste Divisie: 1

Twente: 2018-2019